# 21149 Kenmitchell
21149 Kenmitchell (1993 HY5) là một tiểu hành tinh vành đai chính bên trong được phát hiện ngày 19 tháng 4 năm 1993 bởi C. S. Shoemaker và E. M. Shoemaker ở Palomar.